# Ni Yulan
Ni Yulan   (Pequín, 24 de març de 1961) és una advocada i activista pels drets humans xinesa. Va iniciar la seva carrera el 1986 com a part del Moviment Weiquan defensant minories i víctimes de desallotjaments forçats a la República Popular de la Xina.
Ni lluità durant anys per defensar els drets dels veïns afectats per desallotjaments forçosos arran de les construccions dels Jocs Olímpics d'Estiu de 2008 a Pequín. L'any 2002 va ser detinguda mentre filmava la destrucció d'una casa, va ser condemnada a un any de presó i va perdre la llicència d'advocada. Com a conseqüència de les tortures rebudes durant la seva detenció, va quedar permanentment discapacitada i ara utilitza una cadira de rodes. Després de ser ella mateixa víctima d'un desallotjament forçat, va quedar en la indigència i va haver de viure en una tenda de campanya en un parc.
El 7 d'abril de 2011, Ni i el seu marit van ser detinguts per la policia com a part d'una operació de repressió a nivell nacional contra la dissidència. El 29 de desembre de 2011 seria jutjada per frau i l'abril de 2012, se la va sentenciar a dos anys i mig de presó per "portar problemes" i per frau. El seu marit, Dong Jiqin, va ser igualment condemnat a dos anys de presó per "problemàtic".
El 2011 va rebre el Premi Tulipa pels defensors de drets humans atorgat pel govern dels Països Baixos. El 2016 va rebre el Premi Internacional Dona Coratge del Departament d'Estat dels Estats Units.